# Parathyma preciosa
Parathyma preciosa är en fjärilsart som beskrevs av Hans Fruhstorfer 1913. Parathyma preciosa ingår i släktet Parathyma och familjen praktfjärilar. Inga underarter finns listade i Catalogue of Life.